# Факториел
Факториел е функция, дефинирана за всички цели неотрицателни числа n ({\displaystyle n\in \mathbb {Z} }), равна на произведението на всички естествени числа, по-малки или равни на n.
Така, {\displaystyle n!=\prod _{i=1}^{i=n}i}
Например:
- 5! = 5*4*3*2*1 = 120
- 10! = 10*9*8*7*...*2*1 = 3628800
- По конвенция, 0! = 1

## Рекурсивно задаване на функцията факториел
Факториел може да бъде определена и чрез рекурсия, т.е. чрез функцията от предходното естествено число, по-малко от n:
- n!=(n-1)!·n

Използвайки началната стойност 1! =1 и рекурсивното задаване на функцията, можем да я изчислим за всяка стойност на n∈ℕ.

## Произволни реални и комплексни числа
Съществува обобщение на факториел, наречено Гама-функция на Ойлер, дефинирано за произволни комплексни числа z с положителна реална част, аналогично факториел за естествени числа:
{\displaystyle \Gamma (n+1)=n\,\Gamma (n)}
която може и да се определи като:{\displaystyle \Gamma (z)=\int _{0}^{\infty }t^{z-1}e^{-t}\,\mathrm {d} t\,\!}
, а предното определение следва от това след интегриране по части. Въведеното от самия Ойлер определение е:
{\displaystyle \Gamma (z)=\lim _{n\to \infty }{\frac {n^{z}n!}{\prod _{k=0}^{n}(z+k)}}.\!}, а днес използваното дължим на Адриан Мари Льожандър.
Интересно следствие от тези определения е, че {\displaystyle \left({1 \over 2}\right)!={{\sqrt {\pi }} \over 2}}

## Приложения

### Пермутация без повторение
Практическото приложение на факториела е чрез него да се изчислят всички възможни подредби на елементите на определено множество, като всеки елемент участва само веднъж и мястото му в подредбата има значение. Когато този елемент е един е ясно, че и подредбата му е по един-единствен начин (т.е. 1! = 1). Тъй като това е принцип за всяко число, е прието, че и николко (нула) елемента може да имат само една подредба, т.е. 0! = 1.
Пример: Да се изчисли колко различни знамена може да има от 3 цвята: бяло, зелено и червено. Използвайки функцията факториел получаваме:
```
3! = 1 × 2 × 3 = 6
```

Практическо доказателство: За целта поставяме всеки един от трите цвята (б, з, ч) на първо място, а останалите два цвята имат точно два начина за подредба (защото 2! = 1 × 2) и така общо стават 6:
```
бзч, бчз, збч, зчб, чзб, чбз
```

Ако добавим четвърти цвят (син) ще имаме четири пъти повече подредби (4! = 3! × 4), защото на всеки от 6-те варианта ще имаме 4 места за синия цвят. На първия начин (бзч) това са:
```
сбзч, бсзч, бзсч, бзчс
```

и т.н. за останалите 5, или общо 24 подредби.
```
4! = 1 × 2 × 3 × 4 = 24
```

### Теория на числата
Факториелът служи за изразяване на коефициентите на Нютоновия бином), при разлагането на аналитичните функции, например синус и косинус, в ред на Тейлър, което позволява практическото им изчисление с дадена точност, и др.